# Oncocnemis curvicollis
Oncocnemis curvicollis är en fjärilsart som beskrevs av Augustus Radcliffe Grote 1883. Oncocnemis curvicollis ingår i släktet Oncocnemis och familjen nattflyn. Inga underarter finns listade i Catalogue of Life.